# چهره ورزشی سال اسپورتس ایلاستریتد
از زمان آغاز آن در سال ۱۹۵۴، مجله اسپورتس ایلاستریتد هر ساله جایزهٔ «چهره ورزشی سال» را به «ورزشکار یا تیمی که در آن سال اکثر مظهر روح ورزش و دستیابی به موفقیت است» معرفی کرد. هر دو آمریکایی و غیر آمریکایی واجد شرایط هستند، اما در گذشته اکثریت قاطع برندگان از ایالات متحده بوده‌اند. هر دو مردان و زنان برنده جایزه شدند، که در ابتدا به نام «ورزشکار سال» نامیده می‌شود و زمانی که قابل استفاده باشد، به نام «چهره ورزشی زن سال» تغییر نام داده‌است. در حال حاضر به عنوان «ورزشکار سال» شناخته می‌شود.
تایگر وودز و لبرون جیمز تنها افرادی هستند که بیش از یک بار جایزه دریافت کرده‌اند. وودز اولین جایزه خود را در سال ۱۹۹۶ به عنوان گلف باز آماتور و در سال ۲۰۰۰ به عنوان گلف باز حرفه ای دریافت کرد. جیمز اولین جایزه خود را در سال ۲۰۱۲ و دومین سال خود در سال ۲۰۱۶ دریافت کرد.
جایزه یک علامت سرامیکی آمفورا یونان باستان (حدود ۵۱۰ سال قبل از میلاد) است که نشان می‌دهد ورزشکاران هلندی برهنه درگیر در فعالیت‌های ورزشی مختلف، در حال اجرا، دیسکو و جادوگری هستند. این قطر ۸ اینچ و ارتفاع ۱۸٫۵ اینچ (۲۰٫۳۲ x ۴۷ سانتی‌متر) است. آمفورا اصلی توسط مجله اسپورتس ایلاستریتد در سال ۱۹۵۴ به دست آمد و به مجموعه «ورزش» از موزه ملی تاریخ آمریکا در سال ۱۹۷۹ اهدا شد. برندگان جایزه در حال حاضر با یک نسخه از آمفورا ساخته شده در نقره توسط تیفانی و شرکت ارائه شده.